# ひきのみち
ひきのみちとは、埼玉県東松山市の高坂ニュータウン内にある歩行者専用道路である。

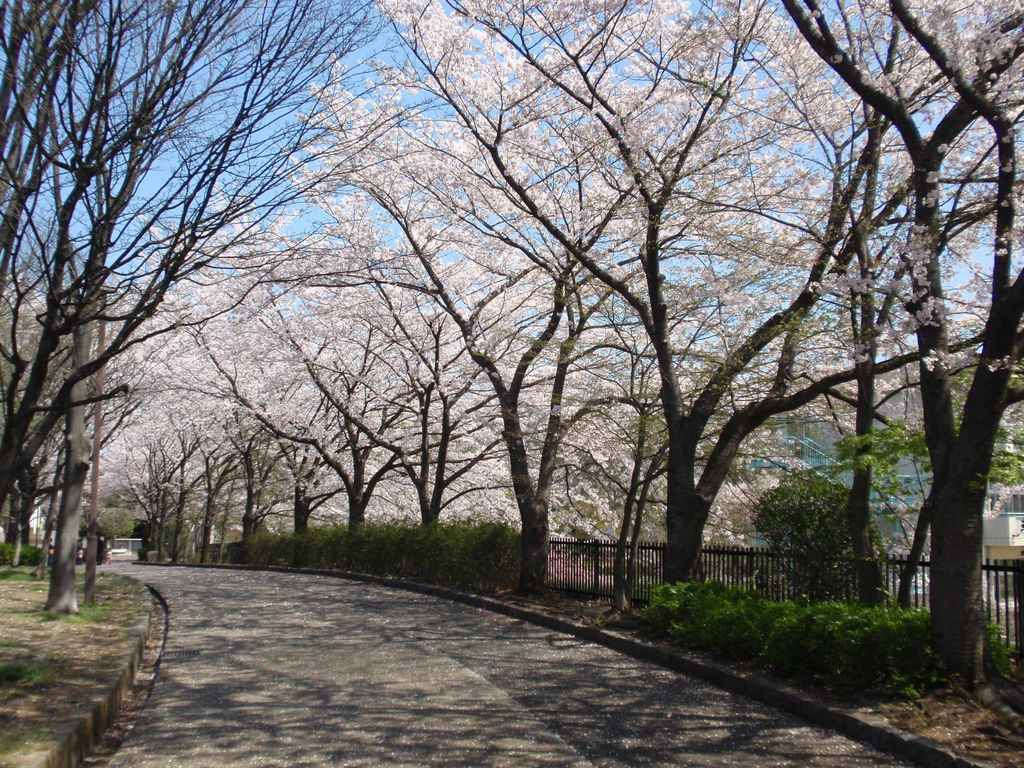
ひきのみち

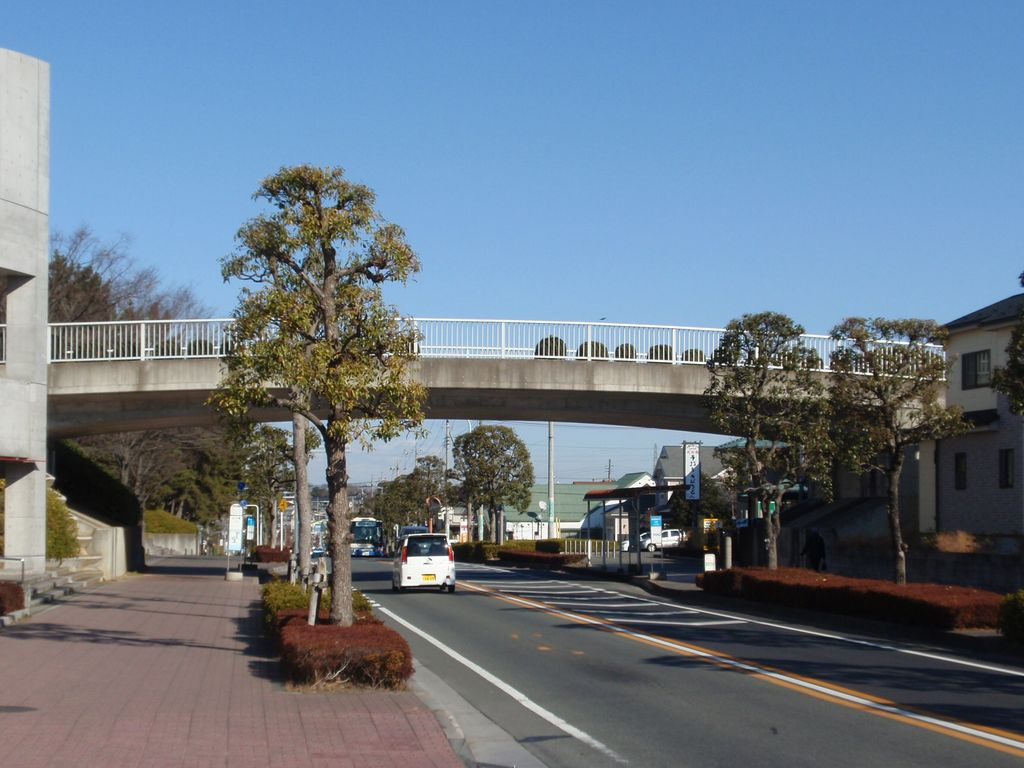
車道と分離された虹の橋（橋の上が「ひきのみち」）

## 概要
住宅・都市整備公団（現：都市再生機構）が高坂ニュータウン開発の基軸としていた各地区を結ぶ歩行者専用道路網の基幹となる道路で、南端の「なつめ公園」からセンター地区を通り、北東にある「市立桜山小学校」まで全長約1.5 kmで構成される。道路幅は最大18 mと広くとられており、桜並木をはじめ、芝生、ベンチ等などの設置により公園のようになっている。
また、交通量の多い車道とは地形を利用した立体交差により分離されており（車歩分離）、沿道には学校、スーパーマーケット、公園があることから通学や買い物等での交通事故防止に役立っている。
名称は「比企の道」をひらがなにしたもので比企地方にちなむ。沿道の橋や辻の名称には、東松山市唐子地区が舞台となった児童小説「天の園」に出てくる名前が使われている。

## 沿道施設
- なつめ公園
- 風の橋 - 車歩分離橋
- 大東文化大学・緑山キャンパス
- 千年谷公園
- 山の辺橋
- かきの木公園
- 松風公園
- マミーマート松風台店
- 高坂丘陵地区センター
- 虹の橋 - 車歩分離橋
- 東松山市立白山中学校
- ゆずらうめ公園
- 東松山市立桜山小学校